# Kreis Meißen

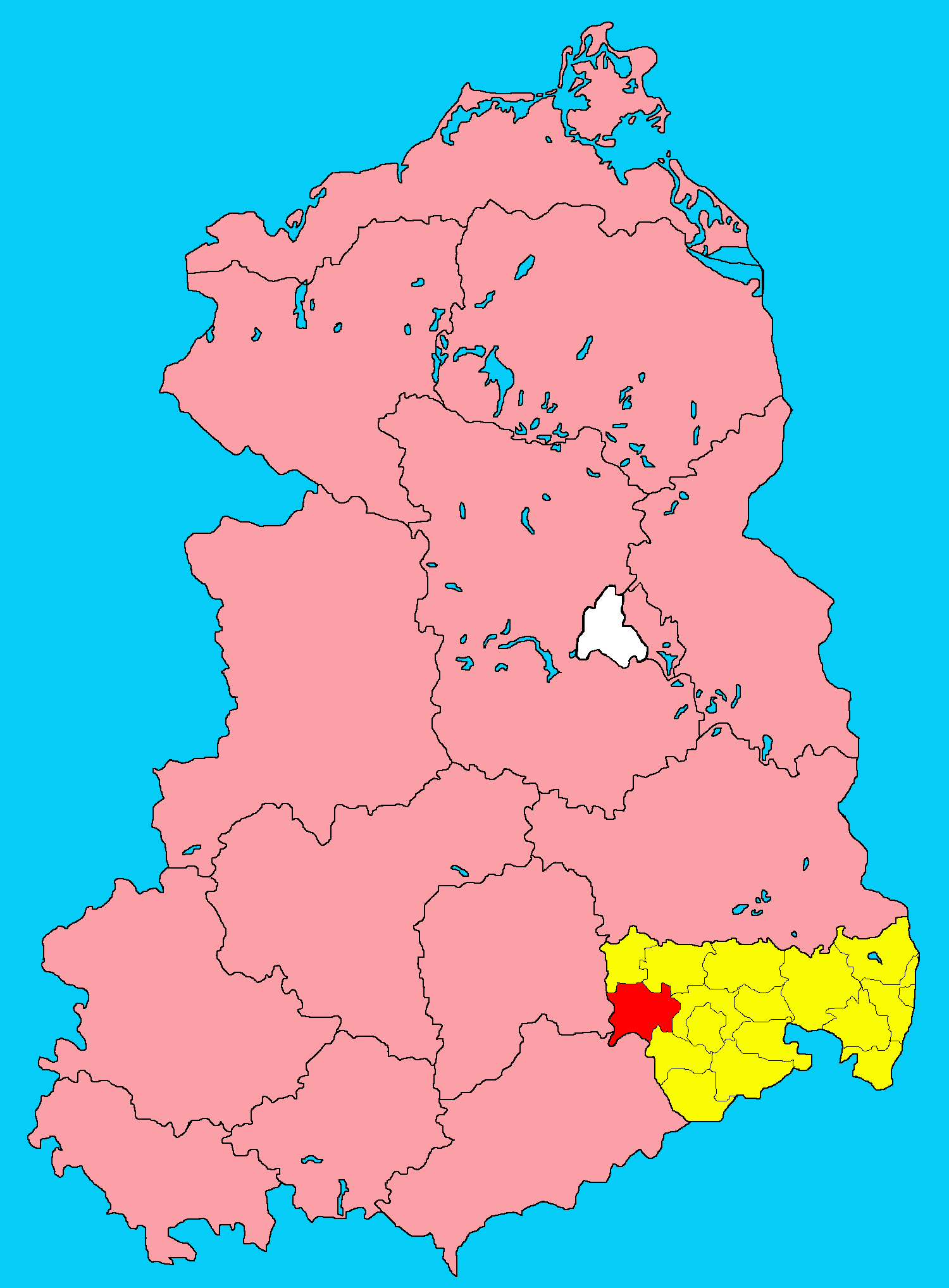
Der Kreis Meißen im Bezirk Dresden

Der Kreis Meißen war ein Landkreis im Bezirk Dresden der DDR. Ab 1990 bestand er als Landkreis Meißen im Freistaat Sachsen fort. Sein Gebiet liegt heute im neuen Landkreis Meißen. Der Sitz der Kreisverwaltung befand sich in Meißen.

## Geographie

### Lage
Nordwestlich des Wirtschafts- und Kulturzentrums Dresden lag der Landkreis Meißen.

### Nachbarkreise
Der Kreis Meißen grenzte im Uhrzeigersinn im Norden beginnend an die Kreise Riesa, Großenhain, Dresden-Land, Freital, Freiberg, Hainichen und Döbeln.

### Naturraum
In nordwestlicher Richtung durchfloss die Elbe das Kreisgebiet. Die Dresdener Elbtalweitung reichte im Südosten des Landkreises bis an die Stadt Meißen heran. Sehr mildes Klima ermöglichte hier an den nach Süden geneigten Hängen Weinbau und den Anbau von wärmeliebenden Obstkulturen wie Aprikosen, Pfirsichen und Erdbeeren.
Unterhalb von Meißen durchfloss die Elbe ein schmales etwa 80 m tiefes Tal. Zahlreiche Steinbrüche, in denen Granite als wertvolle Bau- und Werksteine abgebaut wurden, lagen an den steilen Talhängen. Klimatisch war dieser Talabschnitt ebenso begünstigt wie das Dresdener Elbtal.
Nordöstlich der Elbe lag die Lommatzscher Pflege. Diese ebene, lößbedeckte Landschaft wurde fast ausschließlich ackerbaulich genutzt. Das westliche und südliche Kreisgebiet nahm die Lommatzscher Pflege ein, die den Kern des Mittelsächsischen Lößgebietes bildete. Dieses Agrarland erstreckte sich in Höhen um 150 bis 200 m. Es war durch seine besonders fruchtbaren Lössböden bekannt. Östlich der Stadt Meißen, nördlich der Elbtalweitung erstreckte sich das einzige größere zusammenhängende Waldgebiet des Landkreises. Ein Aussichtsturm ermöglichte von hier aus einen weiten Blick nach Meißen und Dresden.

## Geschichte
Der Kreis Meißen ging aus der am 1. Januar 1939 in Landkreis Meißen umbenannten, 1874 gegründeten Amtshauptmannschaft Meißen hervor. Mit der Kreisreform der DDR am 25. Juli 1952 erfolgte die Bildung der Bezirke und eine Neugliederung der Kreise. Der alte Landkreis Meißen gab 13 periphere Gemeinden von insgesamt 80 an die Nachbarkreise ab. Der neue Kreis Meißen wurde dem neugebildeten Bezirk Dresden zugeordnet, Kreissitz wurde Meißen.
Im Einzelnen wechselten aus dem alten Landkreis Meißen
- die Gemeinde Choren zum neuen Kreis Döbeln im Bezirk Leipzig
- die sieben Gemeinden Bieberstein, Dittmannsdorf, Hirschfeld, Neukirchen, Reinsberg, Siebenlehn und Obergruna zum neuen Kreis Freiberg im Bezirk Karl-Marx-Stadt:
- die drei Gemeinden Helbisgdorf, Kaufbach und Wilsdruff zum neuen  Kreis Freital und
- die beiden Gemeinden Bahra und Boritz zum neuen Kreis Riesa.

Bahra und Boritz
Der neue Kreis Meißen setzte sich zusammen aus 
- 67 Gemeinden des alten Landkreises Meißen:

Altlommatzsch, Beicha, Blankenstein, Bockwen, Burkhardswalde, Coswig, Deutschenbora, Diera, Dörschnitz, Eula, Garsebach, Gauernitz, Gröbern, Großdobritz, Heynitz, Höfgen, Ilkendorf, Jahna, Jessen b. Lommatzsch, Jessen. b. Meißen, Kagen, Klipphausen, Krögis, Leuben, Limbach, Lommatzsch, Löthain, Lüttewitz, Meißen, Miltitz, Munzig, Neckanitz, Niederau, Niederlommatzsch, Nieschütz, Nossen, Ockrilla, Piskowitz b. Zehren, Planitz-Deila, Polenz, Raußlitz, Rhäsa, Röhrsdorf, Rothschönberg, Rüsseina, Scharfenberg, Schleinitz, Sönitz, Sora, Starbach, Staucha, Striegnitz, Tanneberg, Taubenheim, Wachtnitz, Wahnitz, Weinböhla, Weistropp, Wendischbora, Winkwitz, Wolkau, Wölkisch, Wuhnitz, Zadel, Zehren, Ziegenhain und Zschochau sowie
- der Gemeinde Steinbach aus dem alten Landkreis Dresden.

Folgende Gemeindegebietsänderungen fanden bis zur ersten Kreisgebietsreform in Sachsen statt:
- 4. Dezember 1952 Umgliederung von Blankenstein und Limbach aus dem Kreis Meißen in den Kreis Freital
- 4. Dezember 1952 Umgliederung von Staucha aus dem Kreis Meißen in den Kreis Riesa
- 4. Dezember 1952 Umgliederung von Steinbach in den Kreis Dresden-Land
- 4. Dezember 1952 Umgliederung von Beicha, Lüttewitz und Zschochau in den Kreis Döbeln
- 10. Oktober 1965 Eingliederung von Jessen b. Meißen in Gröbern
- 1. Januar 1969 Zusammenschluss von Jahna und Kagen zu Jahna-Kagen
- 1. Januar 1973 Eingliederung von Ilkendorf und Wendischbora in Heynitz
- 1. Januar 1973 Eingliederung von Altlommatzsch und Jessen b. Lommatzsch in die Stadt Lommatzsch
- 1. Januar 1973 Eingliederung von Wolkau in Rhäsa
- 1. Januar 1973 Eingliederung von Rothschönberg in Tanneberg
- 1. Januar 1973 Zusammenschluss von Bockwen und Polenz zu Bockwen-Polenz
- 1. Januar 1973 Zusammenschluss von Burkhardswalde und Munzig zu Burkhardswalde-Munzig
- 1. August 1973 Eingliederung von Höfgen in Ziegenhain
- 1. Oktober 1973 Eingliederung von Eula in die Stadt Nossen
- 1. Januar 1974 Eingliederung von Blankenstein in Helbigsdorf
- 1. Januar 1974 Eingliederung von Sönitz in Taubenheim
- 1. Januar 1974 Eingliederung von Limbach in die Stadt Wilsdruff im Kreis Freital
- 1. März 1974 Eingliederung von Nieschütz und Zadel in Diera
- 1. März 1974 Eingliederung von Sora in Klipphausen
- 1. März 1974 Eingliederung von Starbach in Rüsseina
- 1. März 1974 Eingliederung von Wölkisch in Zehren
- 1. März 1974 Zusammenschluss von Jahna-Kagen und Löthain zu Jahna-Löthain
- 1. Mai 1974 Eingliederung von Wahnitz in Leuben
- 1. Januar 1993 Zusammenschluss von Leuben und Schleinitz zu Leuben-Schleinitz
- 1. Januar 1994 Eingliederung von Röhrsdorf und Weistropp in Klipphausen
- 1. Januar 1994 Eingliederung von Dörschnitz, Neckanitz, Piskowitz b. Zehren, Striegnitz, Wachtnitz und Wuhnitz in die Stadt Lommatzsch
- 1. Januar 1994 Eingliederung von Winkwitz in die Stadt Meißen
- 1. Januar 1994 Eingliederung von Gröbern, Großdobritz und Ockrilla in Niederau
- 1. Januar 1994 Eingliederung von Niederlommatzsch in Zehren
- 1. Januar 1994 Zusammenschluss von Jahna-Löthain. Krögis und Planitz-Deila zu Käbschütztal
- 1. Januar 1994 Zusammenschluss von Raußlitz, Rüsseina und Ziegenhain zu Ketzerbachtal
- 1. März 1994 Eingliederung von Rhäsa in Ketzerbachtal
- 1. März 1994 Zusammenschluss von Burkhardswalde-Munzig, Garsebach und Miltitz zu Triebischtal

Am 17. Mai 1990 wurde der Kreis in Landkreis Meißen umbenannt. Am 1. Januar 1996 wurde der Landkreis Meißen Teil des neugebildeten Landkreises Meißen-Radebeul, der bereits am 1. März 1997 in Landkreis Meißen zurückbenannt wurde.

## Wirtschaft
Eindeutiges Zentrum des Wirtschaftslebens im Landkreis war der industrielle Ballungsraum von Meißen und Coswig. Nach wie vor hatte die Porzellanherstellung die größte wirtschaftliche Bedeutung. Das Meißner Porzellan zählte zu den bekanntesten Exportgütern in die Bundesrepublik Deutschland und war damit auch ein wichtiger »Devisenartikel« der DDR. Eine Eisengießerei, eine Zuckersiederei und eine Klavierfabrik gehörten ebenfalls zu den frühen industriellen Betrieben der Stadt Meißen. In der zweiten Hälfte des 19. Jahrhunderts entstand ein ausgedehntes Fabrikviertel im Triebischtal. Die keramische Industrie beherrschte das Wirtschaftsleben der Stadt Meißen (u. a. Ofenkacheln, Wandfliesen). Daneben waren hier Maschinenbau- und Kraftfahrzeugzubehörbetriebe, Kabel-, Metallwaren-, Textil-, Schuh-, Verpackungsmittel- und Möbelindustrie angesiedelt. Die Stadt Coswig war mit Walzengießerei, Getriebebau, Betrieben für Brems- und Kupplungsbeläge und der Herstellung von Leder, Kunstleder, Tapeten, Zellstoff, Papier, Arzneimitteln, Lack- und Druckfarben das zweite industrielle Zentrum des Landkreises.
Die äußerst fruchtbaren Lößböden besonders im Gebiet der Lommatzscher Pflege ermöglichten einen intensiven Ackerbau mit hohen Erträgen. Weizen, Zuckerrüben und Obst waren die Hauptanbaufrüchte. In Coswig wurde der ehemals verbreitete Weinbau nach dem Reblausbefall von 1886 und 1889 durch große Handelsgärtnereien und Gartenbaubetriebe abgelöst, die den Anbau von Zierpflanzen (Orchideen) sowie von Spargel, Erdbeeren, Obst und Moorbeetkulturen betrieben. Alle zwei Jahre wurde mit dem Wein- und Erntefest in Meißen die Bedeutung der Landwirtschaft im Meißener Land hervorgehoben.
Ein wichtiger Wirtschaftsfaktor war auch der Fremdenverkehr. Die Stadt Meißen verzeichnete einen starken Touristenzustrom. Mit den Elbdampfern der „Weißen Flotte“ waren von hier aus Ausflugsfahrten nach Dresden, in die Sächsische Schweiz und nach Riesa möglich.

## Verkehr
Die frühe industrielle Entwicklung im Kreisgebiet wurde durch die verkehrsgünstige Lage am Nordrand des Ballungsgebietes »Oberes Elbtal« eingeleitet. 1860 erhielt die Stadt Meißen Anschluss an dieses Schienennetz. Auf der Elbe begann 1852 die regelmäßige Schifffahrt. Die wichtigen Fernstraßen von Freiberg nach Berlin (F 101) und von Dresden nach Leipzig (F 6) kreuzten sich in Meißen. Im Süden berührten die Autobahnen Dresden–Hermsdorfer Kreuz und zum Schkeuditzer Kreuz (erst 1971 eröffnet) den Kreis (Dreieck Nossen), die F 175 endete nach 135 km in Nossen.

## Bevölkerungsdaten der Städte und Gemeinden
Bevölkerungsübersicht aller 41 Gemeinden des Kreises, die 1990 in das wiedergegründete Land Sachsen kamen.
| AGS      | Gemeinde              | Einwohner       | Einwohner         | Fläche (ha)       |
| AGS      | Gemeinde              | 3. Oktober 1990 | 31. Dezember 1990 | 31. Dezember 1990 |
| 14040020 | Bockwen-Polenz        | 512             | 518               | 680               |
| 14040030 | Burkhardswalde-Munzig | 1.124           | 1.140             | 1.060             |
| 14040040 | Coswig, Stadt         | 26.123          | 25.855            | 2.585             |
| 14040050 | Deutschenbora         | 840             | 834               | 478               |
| 14040060 | Diera                 | 1.733           | 1.734             | 1.841             |
| 14040070 | Dörschnitz            | 507             | 493               | 1.106             |
| 14040090 | Garsebach             | 910             | 910               | 417               |
| 14040100 | Gauernitz             | 930             | 934               | 848               |
| 14040110 | Gröbern               | 631             | 638               | 843               |
| 14040120 | Großdobritz           | 437             | 432               | 805               |
| 14040130 | Heynitz               | 1.446           | 1.430             | 2.127             |
| 14040160 | Jahna-Löthain         | 1.520           | 1.524             | 2.824             |
| 14040190 | Klipphausen           | 996             | 970               | 1.570             |
| 14040200 | Krögis                | 1.247           | 1.241             | 1.544             |
| 14040210 | Leuben                | 1.224           | 1.222             | 1.457             |
| 14040230 | Lommatzsch, Stadt     | 4.680           | 4.645             | 1.390             |
| 14040240 | Meißen, Stadt         | 34.747          | 34.575            | 2.623             |
| 14040250 | Miltitz               | 695             | 687               | 527               |
| 14040270 | Neckanitz             | 424             | 429               | 873               |
| 14040280 | Niederau              | 2.194           | 2.180             | 1.396             |
| 14040290 | Niederlommatzsch      | 326             | 326               | 548               |
| 14040310 | Nossen, Stadt         | 6.159           | 6.122             | 2.446             |
| 14040320 | Ockrilla              | 401             | 410               | 477               |
| 14040330 | Piskowitz b. Zehren   | 300             | 304               | 669               |
| 14040340 | Planitz-Deila         | 483             | 480               | 676               |
| 14040360 | Raußlitz              | 858             | 860               | 1.269             |
| 14040370 | Rhäsa                 | 928             | 929               | 1.008             |
| 14040380 | Röhrsdorf             | 541             | 548               | 716               |
| 14040400 | Rüsseina              | 828             | 827               | 1.217             |
| 14040410 | Scharfenberg          | 1.305           | 1.302             | 1.412             |
| 14040420 | Schleinitz            | 725             | 718               | 1.214             |
| 14040460 | Striegnitz            | 449             | 446               | 1.037             |
| 14040470 | Tanneberg             | 662             | 663               | 983               |
| 14040480 | Taubenheim            | 1.418           | 1.425             | 2.005             |
| 14040490 | Wachtnitz             | 470             | 468               | 716               |
| 14040510 | Weinböhla             | 7.787           | 7.754             | 1.901             |
| 14040520 | Weistropp             | 764             | 768               | 986               |
| 14040540 | Winkwitz              | 440             | 438               | 467               |
| 14040570 | Wuhnitz               | 394             | 398               | 857               |
| 14040590 | Zehren                | 1.697           | 1.694             | 1.931             |
| 14040600 | Ziegenhain            | 607             | 610               | 1.044             |
| 14040000 | Landkreis Meißen      | 110.462         | 109.881           | 50.571            |

## Kfz-Kennzeichen
Den Kraftfahrzeugen (mit Ausnahme der Motorräder) und Anhängern wurden von etwa 1974 bis Ende 1990 dreibuchstabige Unterscheidungszeichen, die mit den Buchstabenpaaren RP, RR und YP begannen, zugewiesen. Die letzte für Motorräder genutzte Kennzeichenserie war YU 00-01 bis YU 60-00.
Anfang 1991 erhielt der Landkreis das Unterscheidungszeichen MEI.